# San Nicolò Gerrei
San Nicolò Gerrei là một đô thị ở tỉnh Sud Sardegna, vùng Sardegna của Ý, có vị trí cách khoảng 35 km về phía đông bắc của Cagliari. Đến thời điểm ngày 31 tháng 12 năm 2004, đô thị này có dân số 947 và diện tích là 62,6 km².
San Nicolò Gerrei giáp các đô thị: Armungia, Ballao, Dolianova, San Basilio, Sant'Andrea Frius, Silius, Villasalto.